# GT Legends
GT Legends ist eine Rennsimulation für Windows. Es stammt aus der GTR-Reihe vom schwedischen Entwickler SimBin Development Team.
GT Legends basiert auf der FIA Historic Racing Championship. Dies ist eine aktuelle Rennserie für historische Touren- und GT-Rennwagen aus den 60er- und 70er-Jahren. Daher finden die Rennen auf modernen Rennstrecken statt und nicht wie bei Grand Prix Legends auf historischen Rennstrecken. Das Spiel verfügt über eine offizielle FIA-Lizenz.
GT Legends verwendet dieselbe Physik- und Grafik-Engine wie alle anderen Rennsimulationen von SimBin wie zum Beispiel GTR. Als erstes Spiel der Serie enthält GT Legends einen dynamischen Tag- und Nachtwechsel. Jedes Fahrzeug hat originale Soundaufnahmen, daher zählen die Fahrzeugsounds zu den realistischsten aller Rennsimulationen. GT Legends ist in fünf verschiedenen Schwierigkeitsgraden spielbar.
Die 3D-Fahrzeugmodelle weisen einen sehr hohen Detailgrad auf und selbst Effekte wie Windschutzscheibenverschmutzung werden berücksichtigt.
In der Presse wurde das Spiel für seinen hohen Realismusgrad hoch gelobt. So bekam es von GameStar eine Bewertung von 92 % (Internationaler Wertungsschnitt: 85,04 %).